# 楊秉烈
楊秉烈（韓語：양병열，1993年11月23日—），韓國男演員。

## 簡歷
楊秉烈在漢陽大學戲劇電影系畢業後，於2015年透過參演網絡電視劇《Dream Night》，以及電影《西部戰線》出道。其後，他出演了多部電視劇的配角角色。
2022年，他在日日劇《加油，我的人生》中首度出演男主角角色。

## 演出作品

### 電視劇
- 2016年：SBS《你是禮物》飾演 李英光
- 2017年：tvN《Drama Stage－B主任和情書》飾演 宋在賢
- 2018年：MBN《馬成的喜悅》飾演 朱喜耀
- 2020年：JTBC《境遇之數》飾演 俊英
- 2021年：Netflix《明天不要來》飾演 劉時鎮
- 2021年：KBS《紳士與小姐》飾演 奉俊吾
- 2021年：MBC《衣袖紅鑲邊》飾演 成湜
- 2022年：KBS《加油，我的人生》飾演 姜次烈

### 網絡電視劇
- 2015年：《Dream Night》飾演 俊
- 2015年：《72秒－第2季》飾演 手機男1
- 2016年：《奇蹟應用商店》
- 2017年：《我們談的戀愛》飾演 姜倫制
- 2017年：《魔術學校》飾演 李成

### 電影
- 2015年：《西部戰線》飾演 安少尉
- 2016年：《Trick》飾演 男高中生
- 2017年：《宮合》飾演 子香閣閑良3

## 獎項
- 2022年：KBS演技大獎：日日劇部門 男子優秀演技獎 《加油，我的人生》

## 外部連結
- 楊秉烈的Instagram帳戶